# هفت شوئية
هفت شوئية هي قرية في مقاطعة أصفهان، إيران. عدد سكان هذه القرية هو 1,248 في سنة 2006.